# Cushijiangzhen (ort i Kina, Hunan Sheng, lat 25,09, long 110,98)
Cushijiangzhen (kinesiska: 粗石江镇) är en ort i Kina. Den ligger i provinsen Hunan, i den södra delen av landet, omkring 400 kilometer sydväst om provinshuvudstaden Changsha. Antalet invånare är 25 912. Befolkningen består av 12 376 kvinnor och 13 536 män. Barn under 15 år utgör 19,0 %, vuxna 15-64 år 71 %, och äldre över 65 år 9,0 %.
Runt Cushijiangzhen är det ganska tätbefolkat, med 139 invånare per kvadratkilometer. Närmaste större samhälle är Taochuanzhen, 10,7 km öster om Cushijiangzhen. I omgivningarna runt Cushijiangzhen växer huvudsakligen savannskog.
Genomsnittlig årsnederbörd är 2 015 millimeter. Den regnigaste månaden är april, med i genomsnitt 297 mm nederbörd, och den torraste är oktober, med 46 mm nederbörd.